# Hassa (Hatay)
Hassa ist eine Stadtgemeinde (Belediye) im gleichnamigen Ilçe (Landkreis) der Provinz Hatay in der türkischen Mittelmeerregion und gleichzeitig ein Stadtbezirk der 2012 gebildeten Büyükşehir belediyesi Hatay (Großstadtgemeinde/Metropolprovinz). Hassa ist seit der Gebietsreform 2014 flächen- und einwohnermäßig identisch mit dem Landkreis.
Hassa liegt im Nordosten der Provinz und grenzt im Norden an die Provinz Gaziantep. Im Osten grenzt Hassa an das syrische Gouvernement Aleppo. Die Stadt Hassa liegt am Fuße der Amanosberge, der große Teil des Landkreises ist gebirgig. Die höchsten Gipfel sind der Mığır (2.240 m) und der Kuşcu (2.076 m). Wälder nehmen etwa die Hälfte der Fläche ein. Die wichtigsten Flüsse und Bäche sind Karasu, Hopur, Tiyek, Akbez und Hacılar. Das Klima ist mediterran mit Höchstwerten im August und Tiefstwerten im Januar.
Die Stadt wurde in den 1860er Jahren gegründet. Der Ortsname stammt von der Sondereinheit, die damals unter dem Kommando von Ibrahim Derwisch Pascha eingesetzt wurde, um Stämme in den Gâvur Dağları zur Räson zu bringen. Die im Stadtlogo manifestierte Jahreszahl (1938) dürfte ein Hinweis auf das Jahr der Erhebung zur Stadtgemeinde (Belediye) sein.

## Verwaltung
Der Kreis wurde im Jahr 1939 ebenso wie die Kreise İskenderun, Kırıkhan, Reyhanlı und Yayladağı gebildet (Gesetz Nr. 3711). Dies waren zusammen mit dem Kreis Dörtyol und dem Hauptstadtkreis Antakya gleichzeitig die Gründer der neuen Provinz Hatay.
(Bis) Ende 2012 bestand der Landkreis neben der Kreisstadt aus den fünf Stadtgemeinden (Belediye: Akbez, Aktepe, Ardıçlı, Küreci und Söğüt) sowie 28 Dörfern (Köy) in zwei Bucaks, die während der Verwaltungsreform 2014 in Mahalle (Stadtviertel/Ortsteile) überführt wurden. Die sechs bestehenden Mahalle der Kreisstadt blieben erhalten, während die 13 Mahalle der o. g. anderen Belediye vereint und zu je einem Mahalle zusammengefasst wurden. Durch Herabstufung dieser Belediye und der Dörfer zu Mahalle stieg deren Anzahl auf 39. Ihnen steht ein Muhtar als oberster Beamter vor.
Ende 2020 lebten durchschnittlich 1.471 Menschen in jedem Mahalle, 10.289 Einw. im bevölkerungsreichsten (Akbez), dicht gefolgt von Aktepe Mah. (8.827 Einw.).

## Bevölkerung
Die linke Tabelle zeigt die Ergebnisse der Volkszählungen, die E-Books der Originaldokumente entnommen wurden. Diese können nach Suchdateneingabe von der Bibliotheksseite des TÜIK heruntergeladen werden.
Die rechte Tabelle zeigt die Bevölkerungsfortschreibung des Kreises/Stadtbezirks Hassa und den ländlichen Bevölkerungsanteil (in Prozent). Die Daten wurden durch Abfrage über das MEDAS-System des Türkischen Statistikinstituts TÜIK nach Auswahl des Jahres und der Region ermittelt.
| Volkszählung | Volkszählung      | Volkszählung       | Volkszählung         |
| Jahr         | Kreis bevölkerung | städt. Bevölkerung | ländl. Anteil (in %) |
| ------------ | ----------------- | ------------------ | -------------------- |
| 1940         | 10.390            | 1.624              | 15,63                |
| 1945         | 12.723            | 2.072              | 16,29                |
| 1950         | 12.761            | 1.618              | 12,68                |
| 1955         | 14.911            | 2.016              | 13,52                |
| 1960         | 18.744            | 2.532              | 13,51                |
| 1965         | 21.596            | 2.761              | 12,78                |
| 1970         | 25.532            | 5.718              | 22,40                |
| 1975         | 38.839            | 10.926             | 28,13                |
| 1980         | 37.948            | 6.317              | 16,65                |
| 1985         | 45.541            | 8.254              | 18,12                |
| 1990         | 47.131            | 7.714              | 16,37                |
| 2000         | 49.994            | 9.071              | 18,14                |

| Bevölkerungsfortschreibung | Bevölkerungsfortschreibung | Bevölkerungsfortschreibung | Bevölkerungsfortschreibung |
| Jahr                       | Kreis bevölkerung          | Kreisstadt                 | ländlicher Anteil (in %)   |
| -------------------------- | -------------------------- | -------------------------- | -------------------------- |
| 2007                       | 54.020                     | 9.117                      | 16,88                      |
| 2008                       | 54.630                     | 9.301                      | 17,03                      |
| 2009                       | 54.274                     | 9.207                      | 16,96                      |
| 2010                       | 54.287                     | 9.218                      | 16,98                      |
| 2011                       | 54.261                     | 9.467                      | 17,45                      |
| 2012                       | 54.104                     | 9.758                      | 18,04                      |
| 2013                       | 54.231                     | 54.231                     | kein ländl. Anteil mehr    |
| 2014                       | 54.146                     | 54.146                     | kein ländl. Anteil mehr    |
| 2015                       | 54.130                     | 54.130                     | kein ländl. Anteil mehr    |
| 2016                       | 54.837                     | 54.837                     | kein ländl. Anteil mehr    |
| 2017                       | 55.073                     | 55.073                     | kein ländl. Anteil mehr    |
| 2018                       | 56.430                     | 56.430                     | kein ländl. Anteil mehr    |
| 2019                       | 56.519                     | 56.519                     | kein ländl. Anteil mehr    |
| 2020                       | 57.361                     | 57.361                     | kein ländl. Anteil mehr    |